# Preconcentración
La preconcentración es una técnica de análisis químico utilizada para concentrar sustancias volátiles presentes en diferentes muestras. El objetivo de la preconcentración consiste en incrementar la concentración de estas sustancias volátiles, cuya concentración habitual es inferior a ppb, generalmente por debajo del límite de detección de la técnica, para que puedan ser analizadas. Un método de preconcentración puede ser extracción en fase sólida, tanto como la extracción líquido-líquido. Puede utilizarse para concentrar metales traza en agua, para el estudio de contaminantes ambientales.